# Harriet Anderssonová
Harriet Anderssonová (* 14. února 1932 Stockholm) je švédská herečka.
Začínala ve stockholmském divadle Oscarsteatern, odkud přešla do městského divadla v Malmö. Zde se seznámila s Ingmarem Bergmanem, který ji obsadil do titulní role svého filmu Léto s Monikou. Stala se Bergmanovou partnerkou a hrála i v jeho dalších filmech Večer kejklířů, Úsměvy letní noci a Jako v zrcadle, prosadila se jako typická představitelka moderních, citově i materiálně nezávislých mladých žen. Následovaly vztahy s hercem Gunnarem Hellströmem a manželství s Bertilem Wejfeldtem, s nímž má dceru Petru (* 1960). Po rozvodu žila s Jörnem Donnerem, za hlavní roli v jeho filmu Milovat byla oceněna jako nejlepší herečka na Benátském filmovém festivalu. Sidney Lumet ji v roce 1966 obsadil do špionážního filmu Smrtelný případ. Roli královny Matasunthy ztvárnila v koprodukčním historickém velkofilmu Boj o Řím (1969), v roce 1973 obdržela švédskou cenu Zlatohlávek za roli Agnes v Bergmanových Šepotech a výkřicích, v roce 1975 byla oceněna na moskevském festivalu za film Bílá stěna. V roce 2003 hrála ve filmu Larse von Triera Dogville.
V roce 2009 obdržela čestnou cenu Zlatohlávka za celoživotní dílo.